# ووزيشان
ووزيشان (بالصينية: 五指山市) هي مدينة من مدن الصين.

## المناخ
يظهر الجدول التالي التغييرات المناخية على مدار السنة لووزيشان:
| البيانات المناخية لـووزيشان                      | البيانات المناخية لـووزيشان | البيانات المناخية لـووزيشان | البيانات المناخية لـووزيشان | البيانات المناخية لـووزيشان | البيانات المناخية لـووزيشان | البيانات المناخية لـووزيشان | البيانات المناخية لـووزيشان | البيانات المناخية لـووزيشان | البيانات المناخية لـووزيشان | البيانات المناخية لـووزيشان | البيانات المناخية لـووزيشان | البيانات المناخية لـووزيشان | البيانات المناخية لـووزيشان |
| الشهر                                            | يناير                       | فبراير                      | مارس                        | أبريل                       | مايو                        | يونيو                       | يوليو                       | أغسطس                       | سبتمبر                      | أكتوبر                      | نوفمبر                      | ديسمبر                      | المعدل السنوي               |
| ------------------------------------------------ | --------------------------- | --------------------------- | --------------------------- | --------------------------- | --------------------------- | --------------------------- | --------------------------- | --------------------------- | --------------------------- | --------------------------- | --------------------------- | --------------------------- | --------------------------- |
| الدرجة القصوى °م (°ف)                            | 31.0 (87.8)                 | 35.1 (95.2)                 | 34.5 (94.1)                 | 37.5 (99.5)                 | 36.7 (98.1)                 | 35.7 (96.3)                 | 37.0 (98.6)                 | 34.8 (94.6)                 | 35.4 (95.7)                 | 33.7 (92.7)                 | 32.9 (91.2)                 | 31.0 (87.8)                 | 37.5 (99.5)                 |
| متوسط درجة الحرارة الكبرى °م (°ف)                | 24.6 (76.3)                 | 25.7 (78.3)                 | 27.8 (82.0)                 | 30.2 (86.4)                 | 31.4 (88.5)                 | 31.5 (88.7)                 | 31.4 (88.5)                 | 31.1 (88.0)                 | 30.3 (86.5)                 | 28.7 (83.7)                 | 26.9 (80.4)                 | 24.7 (76.5)                 | 28.7 (83.7)                 |
| المتوسط اليومي °م (°ف)                           | 18.4 (65.1)                 | 20.0 (68.0)                 | 22.1 (71.8)                 | 24.6 (76.3)                 | 25.9 (78.6)                 | 26.4 (79.5)                 | 26.2 (79.2)                 | 25.8 (78.4)                 | 24.9 (76.8)                 | 23.6 (74.5)                 | 21.2 (70.2)                 | 18.6 (65.5)                 | 23.1 (73.7)                 |
| متوسط درجة الحرارة الصغرى °م (°ف)                | 14.2 (57.6)                 | 16.2 (61.2)                 | 18.3 (64.9)                 | 20.9 (69.6)                 | 22.3 (72.1)                 | 23.2 (73.8)                 | 23.0 (73.4)                 | 22.8 (73.0)                 | 21.9 (71.4)                 | 20.3 (68.5)                 | 17.4 (63.3)                 | 14.6 (58.3)                 | 19.6 (67.3)                 |
| أدنى درجة حرارة °م (°ف)                          | 2.6 (36.7)                  | 5.7 (42.3)                  | 5.0 (41.0)                  | 14.8 (58.6)                 | 13.1 (55.6)                 | 16.6 (61.9)                 | 19.6 (67.3)                 | 20.0 (68.0)                 | 15.6 (60.1)                 | 10.0 (50.0)                 | 7.0 (44.6)                  | 1.8 (35.2)                  | 1.8 (35.2)                  |
| الهطول مم (إنش)                                  | 12.1 (0.48)                 | 16.6 (0.65)                 | 38.9 (1.53)                 | 99.7 (3.93)                 | 216.3 (8.52)                | 207.1 (8.15)                | 264.6 (10.42)               | 309.1 (12.17)               | 267.0 (10.51)               | 306.8 (12.08)               | 70.0 (2.76)                 | 21.4 (0.84)                 | 1٬829٫6 (72.04)             |
| متوسط الرطوبة النسبية (%)                        | 80                          | 81                          | 81                          | 82                          | 83                          | 84                          | 84                          | 86                          | 87                          | 84                          | 82                          | 80                          | 83                          |
| المصدر: China Meteorological Data Service Center |                             |                             |                             |                             |                             |                             |                             |                             |                             |                             |                             |                             |                             |